# 千貫樋

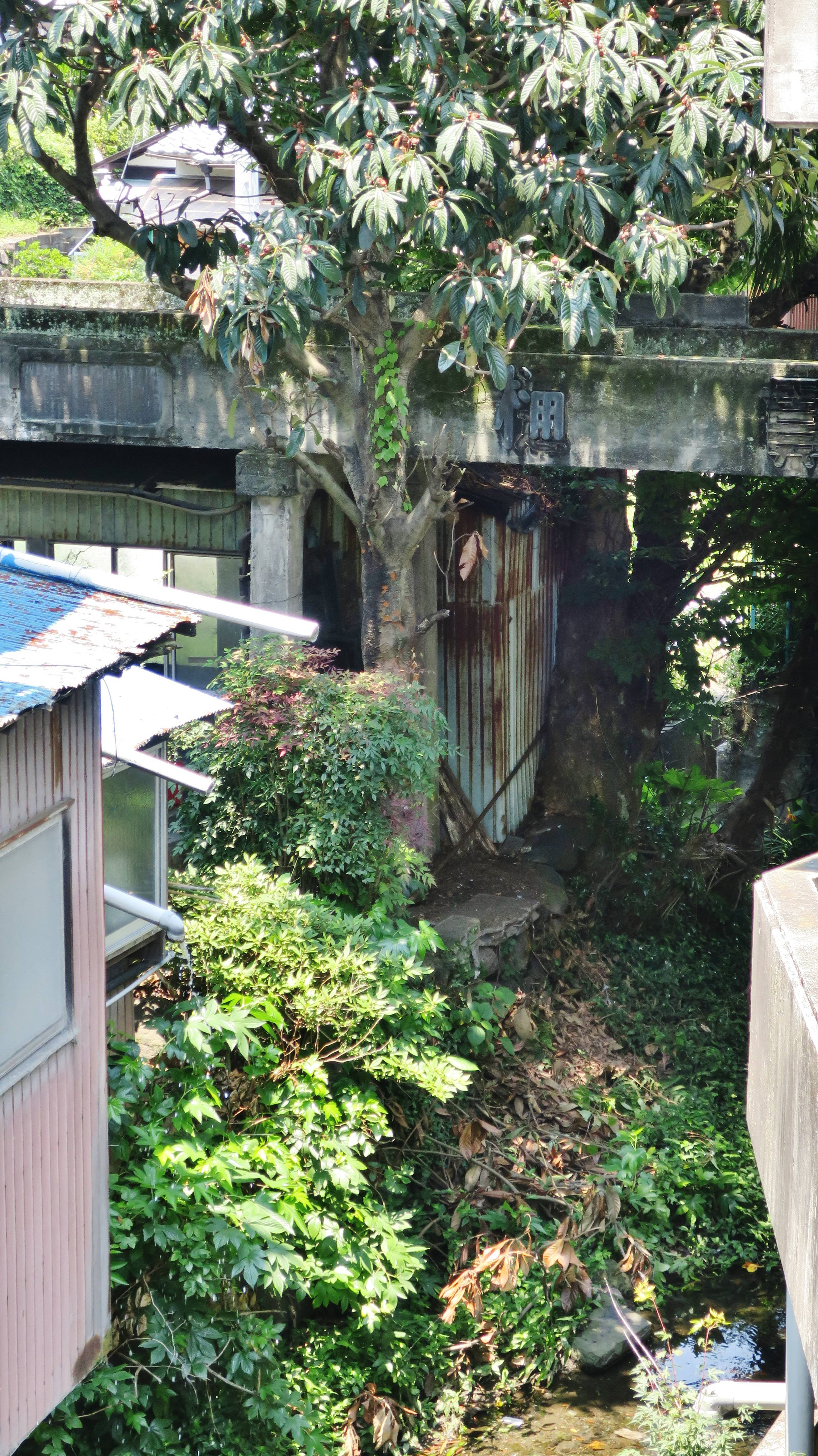
千貫樋と境川

千貫樋 （せんがんどい）は、静岡県三島市と駿東郡清水町の境、狩野川水系境川に架かる鉄筋コンクリート構造の樋（水路橋）。

## 概要

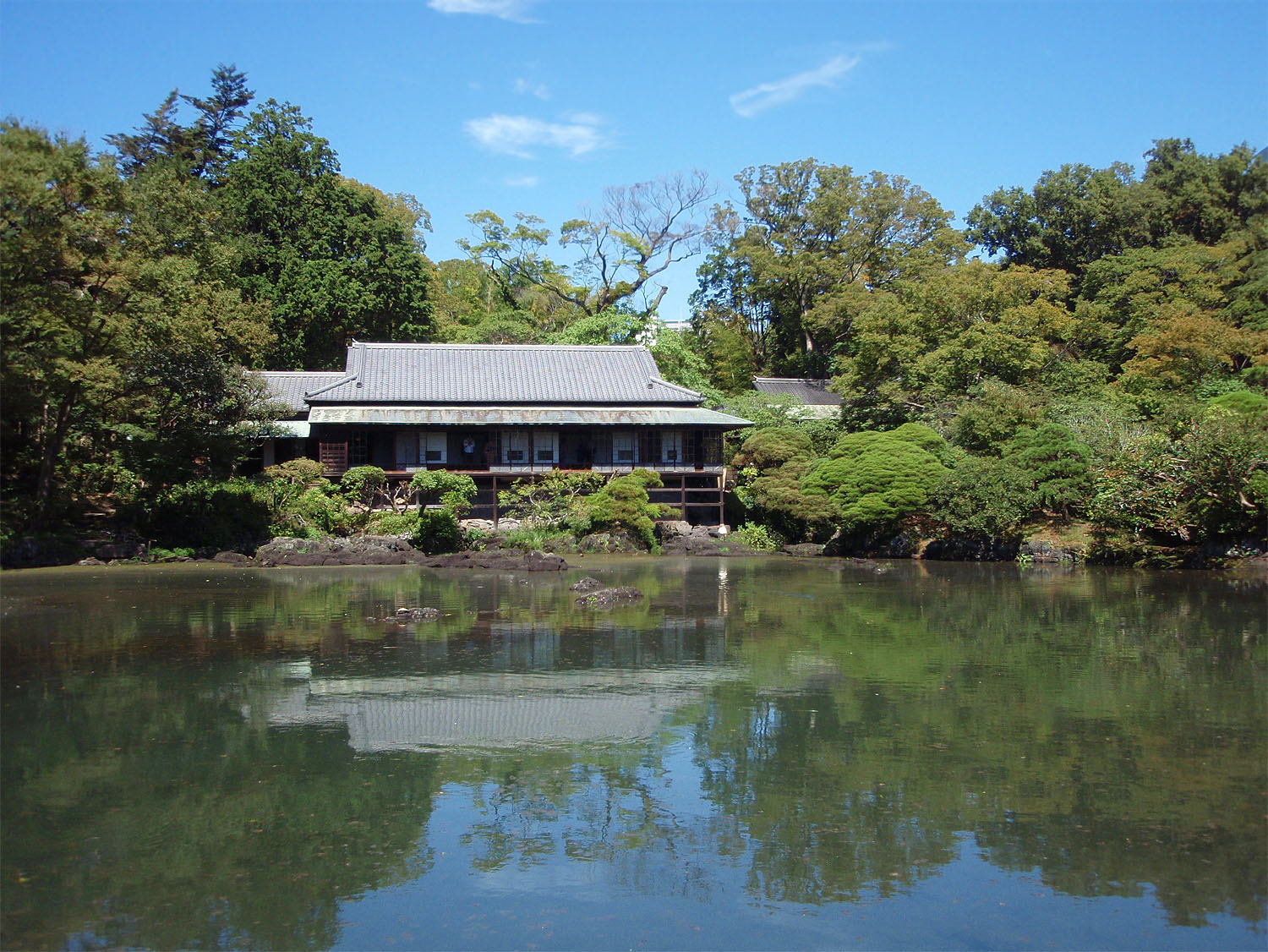
小浜池

三島市楽寿園・小浜池の湧水を、清水町に灌漑用水として送水するために、境川の上に架設されている。全長42.7m、幅1.9m、深さ0.45mで、地上より4.2mの高さを流れる。稲作期が終わると、三島市加屋町内に設置されている水門によりせき止められるため水は流れない。
創設された経緯については諸説あるが、1555年（天文24年）、今川、武田、北条の三家が和睦（甲相駿三国同盟）した際に、北条氏康から今川氏真に聟引出物として、小浜池から長堤（蓮沼川）を築き、駿河の今川領に送水させたというのが一般的な説である。
この疏水により、駿河側である現在の駿東郡清水町の玉川、伏見、八幡、長沢、柿田、新宿の田畑約130haが多大な恩恵を受けるに至った。
千貫樋の維持管理費は上記新宿村を除く村々が収入に応じた分金額を負担した。新宿村も分担するようになったのは明治時代に入ってからである。
江戸時代の享保年間に町奉行で地方御用を兼任した大岡忠相配下の役人である田中丘隅（休愚）が修理のために招かれたという記録が残っている。
1923年（大正12年）には関東大震災で崩落。その後の復興で鉄筋コンクリートを使用し、従来のものとほぼ同規模で再建されて現在に至る。

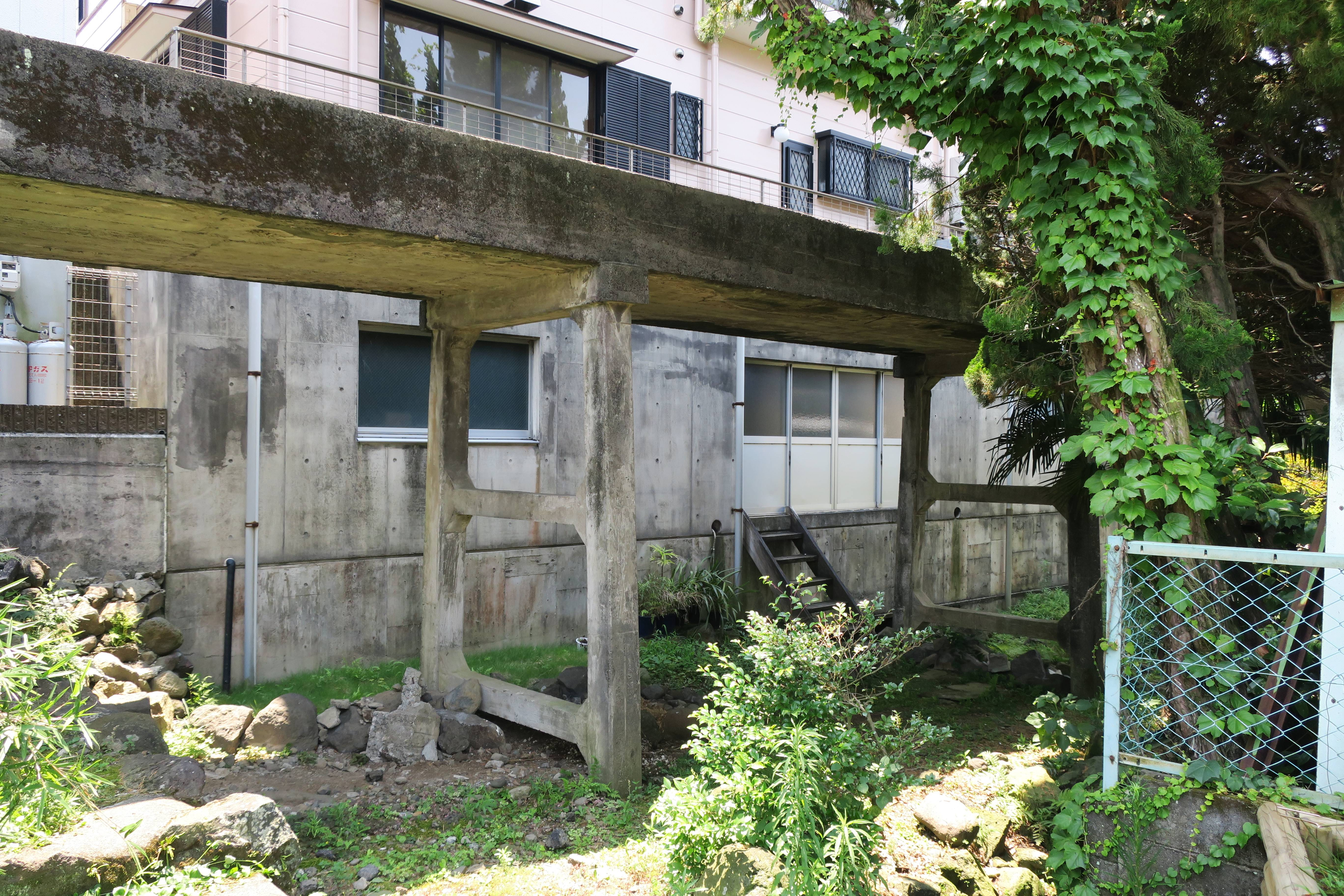
千貫樋橋脚

## 創設にまつわる異説
- 応仁（1467 - 69年）に造られたと伝えられてもいる。材質は木製だったとのこと。
- 文明元年（1469年）に木樋の千貫樋が完成した。

## 名称の由来（説）
- 作る技術が千貫に値する[2][3]。
- 建設費に千貫を費やした[2][3]。
- 5つの地域で収穫される米が千貫に相当する[2][3]。

## 現状と見学
千貫樋のすぐ南、境川に静岡県道145号沼津三島線の境川橋が架かる。橋上には千貫樋に関する案内板が建ち、橋上から千貫樋の一部分を見ることができる。
県道から路地に入り、千貫樋の北側に回れば、千貫樋の橋脚部分が見学できる。こちら側にも千貫樋に関する案内板が建つ。

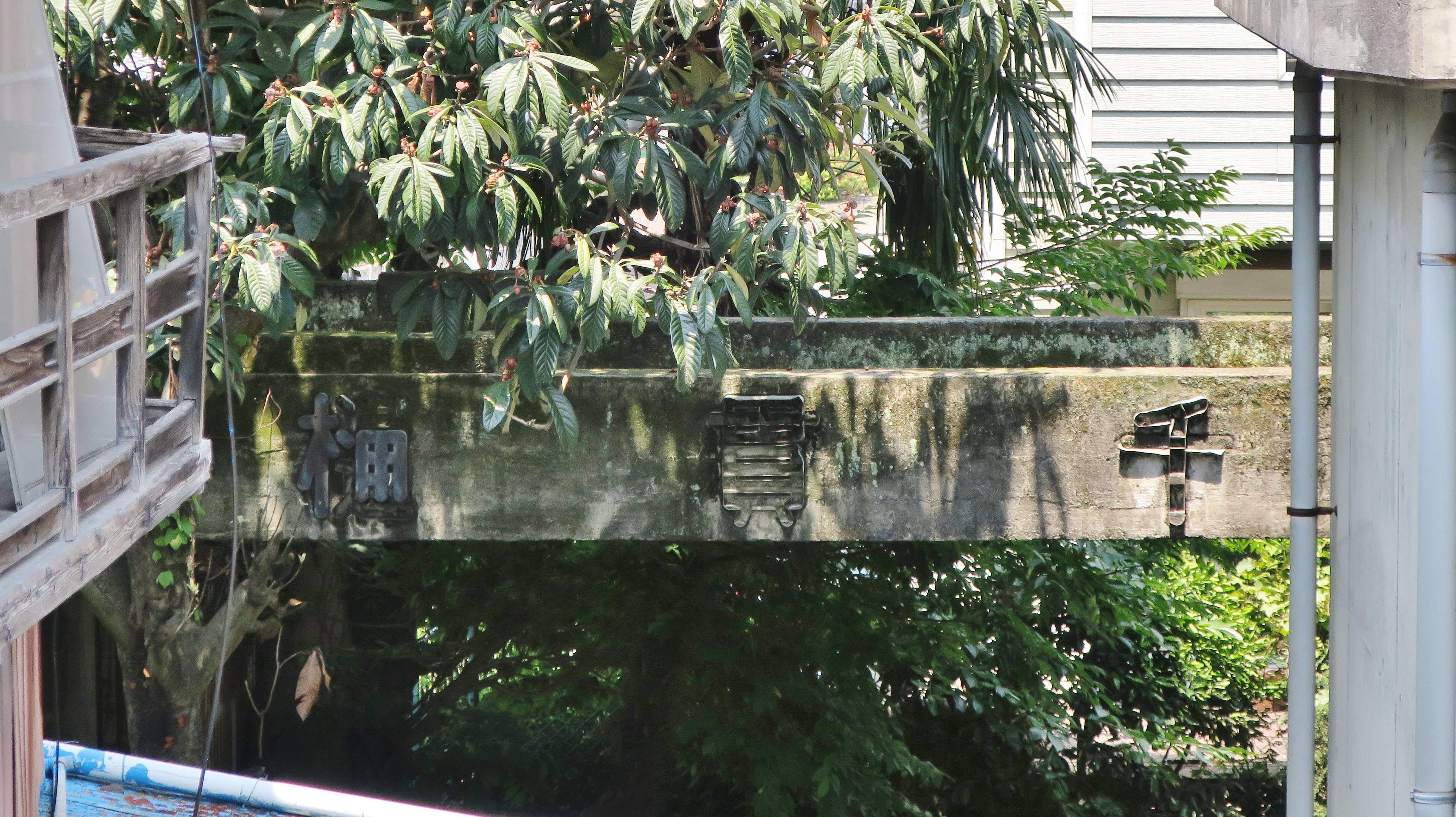
水路の側面に「千貫樋」の標示（県道・境川橋より）
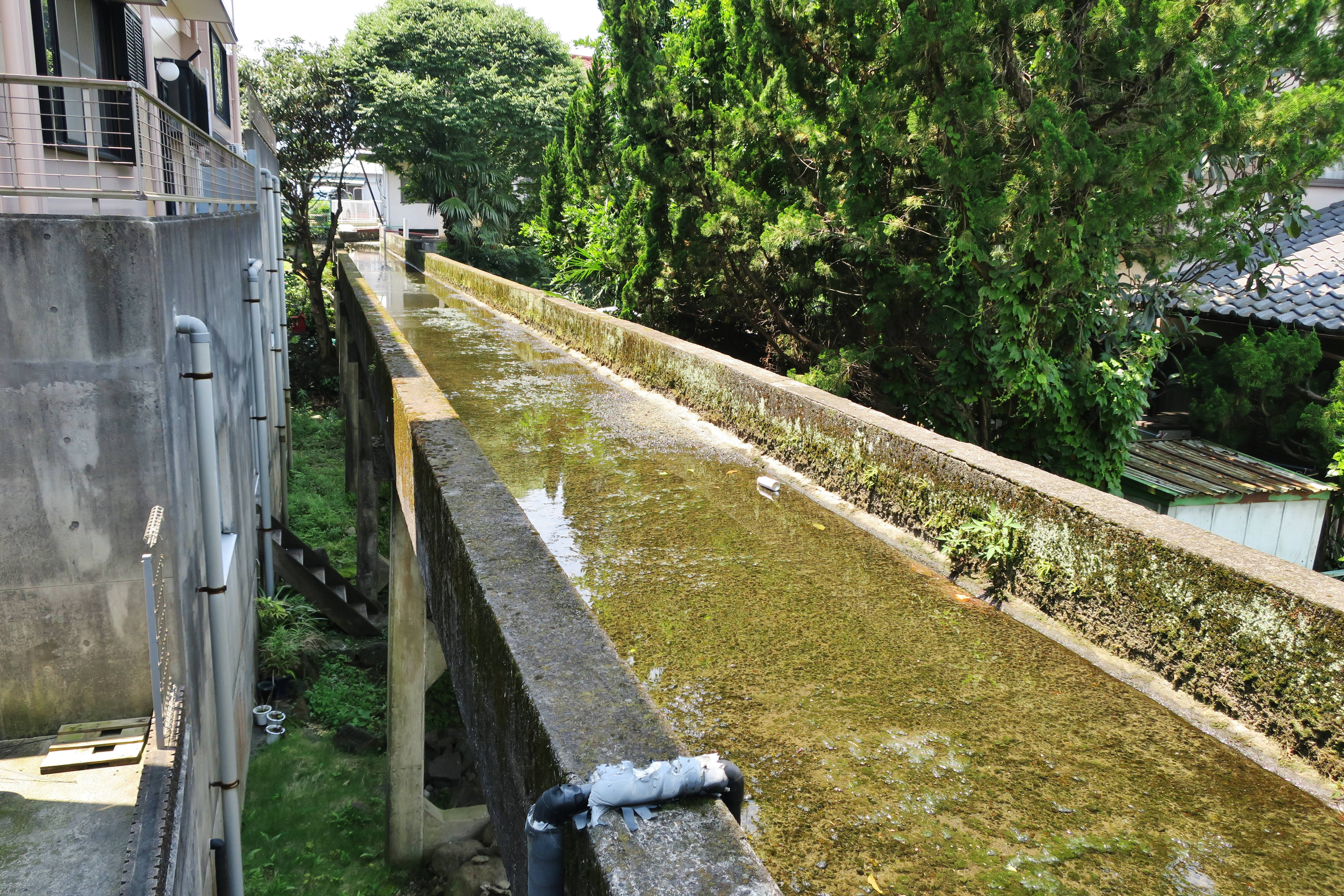
千貫樋の流水

## 千貫樋に因む名称
- バス停『千貫樋』 - 上記バス停は静岡県道145号沼津三島線沿いにある。三島駅・沼津駅より『旧道経由』乗車可。
- 伊豆箱根鉄道軌道線駅『千貫樋』 - 1963年に全線廃止された。

## 蓮沼川（宮さんの川）の経路
楽寿園 ― 三島市泉町(宮さんの川通り) ― 広小路町 ― 西本町 ― 加屋町 ― 千貫樋 ― 駿東郡清水町新宿 ― 新宿児童公園 ― 伏見 ― 黄瀬川

## 関連作品
- 赤神諒『計策師　甲駿相三国同盟異聞』（朝日新聞出版社、2019年10月7日）ISBN 978-4022516404（千貫樋を扱った小説）